# ФИРОС
ФИРОС или Field Rocket System је италијански вишецевни ракетни систем развијен раних 1970-их. Био је доступан у две верзије. Развој оригиналног ФИРОС-25 система је завршен 1981. године. Извезен је у Уједињене Арапске Емирате и још две државе, вероватно Сирију и Либију. Побољшана верзија ФИРОС-30 са повећаним дометом је уведена у службу у италијанску војску 1987. године. До краја 2002. направљено је укупно 146 вишецевних ракетних бацача у обе верзије. Италијанска војска располаже и са америчким бацачима М270 МЛРС.
ФИРОС возило је базирано на Ивеко 6x6 тешком вишенаменском камиону. Основна 122 mm ракета је слична оној за БМ-21 Град, али са другачијим перформансама. ФИРОС-25 ракета је дуга 2,68 m и тежи 58 kg, максималног домета 25 km. ФИРОС-30 ракета је дуга 2,82 m и тежи 65 kg, максималног домета 34 km. Ракете су доступне у високо-експлоз, димној, парчадној или у верзији са тренинг бојном главом. И ФИРОС-25 и ФИРОС-30 ракете могу бити испаљене и из БМ-21 Град лансера. У случају да нема других ракета, ФИРОС ВБР може испаљивати и Град ракете.